# Maribel Peinado
María Isabel Peinado Pérez (Cádiz, 6 de septiembre de 1966), más conocida como Maribel Peinado, es una política española. Fue líder del Partido Andalucista en Puerto Real, obteniendo resultados cada vez mejores en 2003 y 2007, hasta que en las elecciones municipales de 2011 consiguió investirse alcaldesa de Puerto Real con mayoría absoluta, convirtiéndose en la primera alcaldesa de la villa. Gobernó hasta las elecciones de 2015, en las que aun siendo el partido más votado perdió la alcaldía a manos de una coalición entre Podemos y Equo - Los Verdes.

## Biografía
Nacida en Cádiz el 6 de septiembre de 1966, estudió en la Universidad de Cádiz la diplomatura en Magisterio y ejerció como maestra en Puerto Real en el colegio El Trocadero (oficialmente CEIP El Trocadero) hasta ser elegida alcaldesa de la ciudad.
En las elecciones locales de 2003 se presentó por primera vez como alcaldable por la candidatura del Partido Andalucista, consiguiendo tres ediles. En las siguientes elecciones municipales de 2007 logró cuatro representantes, convirtiéndose su candidatura en la tercera fuerza política. Fue entonces cuando la líder del Partido Andalucista y Ana Mosquera, líder del Partido Socialista intentaron pactar un acuerdo de gobierno para que esta última alcanzara la alcaldía. Aquel pacto hizo que Barroso (IU) perdiera la alcaldía de Puerto Real, por lo que amenazó al Partido Socialista con romper el pacto por el control de la Diputación de Cádiz. 

### Legislatura 2011-2015
En las elecciones de 2011 consigue el Partido Andalucista 12 concejales, logrando la mayoría absoluta por su candidatura y consiguiendo la victoria contra el, hasta entonces, alcalde José Antonio Barroso Toledo de IULV-CA.
Durante la legislatura se consiguió firmar acuerdos con la Universidad de Cádiz, el acuerdo con el Ministerio de Fomento para terminar la obra del soterramiento de la vía férrea a su paso por Puerto Real y el inicio de las obras de urbanización de la Huerta de Santa Ana, a costa de la desaparición del Teatro de Verano.
Sus críticos alegaron que los planes de ajuste estaban llevando a la ruina al gobierno municipal y que la reducción de la deuda que defendía el PA en realidad era un incremento del agujero de las arcas de 42 millones de euros Lo cual Peinado siempre ha negado. A estas críticas se le unió el caso de la gestión de los aceites usados de cocina. En febrero de 2012 el ayuntamiento firma un acuerdo con Biouniversal S.L. para la recogida del aceite usado de los ciudadanos en general. El acuerdo incluía obligar a los hosteleros a entregar su aceite usado, algo a lo que se opusieron, ya que estos recibían una compensación económica que dejarían de percibir en caso de cumplir con la ordenanza municipal. Estos denuncian al ayuntamiento, lo que conlleva que en 2014 se le imputó a Maribel Peinado por delitos contra la administración pública y vulneración del principio de libre competencia. En 2021 la Audiencia de Cádiz la absuelve de los cargos en este caso.

### Legislatura 2015-2019
En las elecciones de mayo de 2015 el Partido Andalucista consigue 7 ediles, perdiendo la mayoría absoluta. La plataforma Sí se puede Puerto Real también consigue 7 ediles, lo que obliga al que intente gobernar a llegar a un pacto con otras fuerzas. Finalmente el 13 de junio Podemos, Equo e Izquierda Unida pactan que el nuevo alcalde de Puerto Real sea Antonio Javier Romero Alfaro, dejando al partido de Maribel Peinado en la oposición.
En 2015 accedió a vicepresidenta segunda en la Diputación de Cádiz por el Partido Andalucista.
En 2018, fue condenada a dos años y medio de inhabilitación por dejar de proporcionar información a la oposición "de manera intencionada" cuando era alcaldesa de Puerto Real Peinado renunció a los cargos en la Diputación, dándose por cesada el día 21 de junio de 2018 una vez publicado el edicto de cese en el Boletín Oficial de la Provincia.